# Steve Ramirez
Steve Ramirez   (Everett, 1988) és un neurocientífic nord-americà afiliat a la Boston University especialitzat en la manipulació de les propietats físiques del cervell.La recerca d'en Ramirez pretén trobar mètodes per alleujar els símptomes dels trastorns de salut mental mitjançant l'ús de l'optogenètica.
Ramirez es va graduar al MIT el 2010, i més tard obtingué un doctorat en neurociència per la seva recerca sobre la memòria al laboratori de Susumu Tonegawa.

Ramírez va néixer a Everett (Massachusetts) l'any 1988. Els seus pares, juntament amb el seu germà gran, i la seva germana van escapar d'El Salvador en temps de guerra cap a finals dels anys setanta, emigrant als Estats Units.A principis de la seva adolescència, el cosí de Ramírez va patir atròfia i coma durant el part, factor que despertà la curiositat de Ramírez per la neurociència, i en la possibilitat de manipular físicament la química del cervell. Més tard, Ramírez va cursar l'educació secundària a Massachusetts.
Ramírez va estudiar a la Boston University, a Massachusetts, on cercava un camp acadèmic que li escaigués. La seva xicota d’aleshores li va suggerir que busqués orientació al cap del departament del programa de neurociència de la Boston University. Ramírez hi va estar d’acord, i així va començar a rebre mentoratge del cap de departament, qui li va despertar una passió per la neurociència i amb qui va trobar una comunitat entre els membres del programa. Quan Ramírez i la seva xicota van trencar, es va sentir inspirat a investigar si podia canviar els sentiments associats a aquells records i, alhora, mantenir-ne el contingut intacte.
Durant la resta de la seva formació, Ramírez va decidir centrar els seus estudis en la neurociència de la memòria. Després de graduar-se a la universitat el 2010, Ramirez es va incorporar al laboratori de Susumu Tonegawa, on va continuar els seus estudis i finalment va obtenir el doctorat en neurociència. El primer treball científic de Ramírez va tenir lloc amb l'ajuda del seu mentor, Xu Liu, a qui Ramírez atribueix molts dels seus èxits, i afirma que Liu li va ensenyar moltes habilitats necessàries per a la seva feina.

## Carrera científica
Steve Ramirez és conegut pels seus estudis sobre la memòria, on va publicar sis articles de recerca sota el laboratori de Susumu Tonegawa. El 2013, Ramírez va col·laborar amb el Massachusetts Institute of Technology (MIT), on va recercar mètodes per poder formar records falsos a l'hipocamp. Ramirez i Liu també van fer una xerrada TED on varen explicar la seva recerca. En la xerrada, Ramírez explica com, mitjançant l'ús de l'optogenètica, va poder manipular les neurones dels ratolins per respondre als polsos de llum, i manipular els seus records. El seu objectiu era fer que aquest procés fos accessible també als humans per tractar trastorns mentals.

## Premis i reconeixements
- Premi Smithsonian American Ingenuity 2014 juntament amb el seu associat Xu Liu, PhD. , pel seu treball sobre la reacció artificial i la creació de memòries.[16]
- Va aparèixer a la llista Forbes 30 under 30 del 2015, sent reconegut entre els joves científics influents.[17]
- Premi de Recerca Transformativa del Director del National Institutes of Health 2019 juntament amb Christine Ann Denny, Ph.D.[18]
- Premi Presidencial de Primera Inici de Carrera per a Científics i Enginyers (PECASE) 2019.[19]

## Publicacions
1. Optogenetic stimulation of a hippocampal engram activates fear memory recall.(anglès)[8]
2. Creating a False Memory in the Hippocampus.(anglès)[10]
3. Bidirectional switch of the valence associated with a hippocampal contextual memory engram.(anglès)[9]
4. Activating positive memory engrams suppresses depression-like behaviour.(anglès)[11]
5. Crystallizing a memory.(anglès)[12]
6. Hippocampal cells segregate positive and negative engrams.(anglès)[13]